# ملكة كاتوي (فلم)
ملكة كاتوي (بالإنجليزية: Queen of Katwe)، هُو فيلم سيرة ذاتية ودراما أمريكي صدر سنة 2016، وهُو من إخراج ميرا ناير وسيناريو من كتابة ويليام ويلر. الفيلم من بُطولة كُل من ديفيد أويلو و‌لوبيتا نيونغو و‌مادينا نالوانغا.

## طاقم التمثيل
- مادينا نالوانغا في دور Phiona Mutesi
- ديفيد أويلو في دور روبرت كاتندي.
- لوبيتا نيونغو في دور ناكو هاريت.
- إستيري تيبانديكي في دور سارة كاتندي.
- Peter Odeke في دور السيد بارومبا.
- Sheebah Karungi في دور شاكيرا.

## وصلات خارجية
- مقالات تستعمل روابط فنية بلا صلة مع ويكي بيانات